# St. Michael (Marienrode)
St. Michael ist die katholische Kirche im Hildesheimer Ortsteil Marienrode. Die nach dem Erzengel Michael benannte ehemalige Zisterzienserkirche ist heute die Klosterkirche der Benediktinerinnen des Klosters Marienrode und zugleich Filialkirche der Pfarrei St. Mauritius im Dekanat Hildesheim.

## Geschichte
Vorgängerbau der heutigen Kirche war die ab 1125 erbaute romanische Stiftskirche der Augustiner-Chorherren. Bischof Johann I. löste das Kanonikerstift 1259 wegen Sittenverfalls auf und übergab die Gebäude den Zisterziensern des im selben Jahr abgebrannten Klosters Isenhagen. Diese begannen 1412 mit dem abschnittsweisen Neubau der Kirche im gotischen Stil. Die Weihe erfolgte am 5. Juni 1440. 1462 war der Bau fertiggestellt. 
Im 18. Jahrhundert wurde der Kirchraum neu überwölbt und erhielt eine barocke Ausstattung.
1806 wurde das Zisterzienserkloster aufgehoben und mit den Ländereien in den Hannoverschen Klosterfonds überführt. Die Kirche wurde Pfarrkirche. 1983 wurde im Nachbarstadtteil Neuhof ein zur Pfarrei St. Michael gehörendes Pfarrzentrum mit Kapelle „Mariä Heimsuchung“ erbaut. 1985 kaufte das Bistum Hildesheim die Gebäude in Marienrode, um sie mit Eibinger Benediktinerinnen zu besiedeln. Zu diesem Zweck wurde der Chor innen vollständig neu gestaltet.
Seit dem 1. November 2014 gehört die Kirche St. Michael zur Pfarrei St. Mauritius, mit der sie in den letzten Jahren zuvor bereits eine Seelsorgeeinheit gebildet hatte.

## Architektur

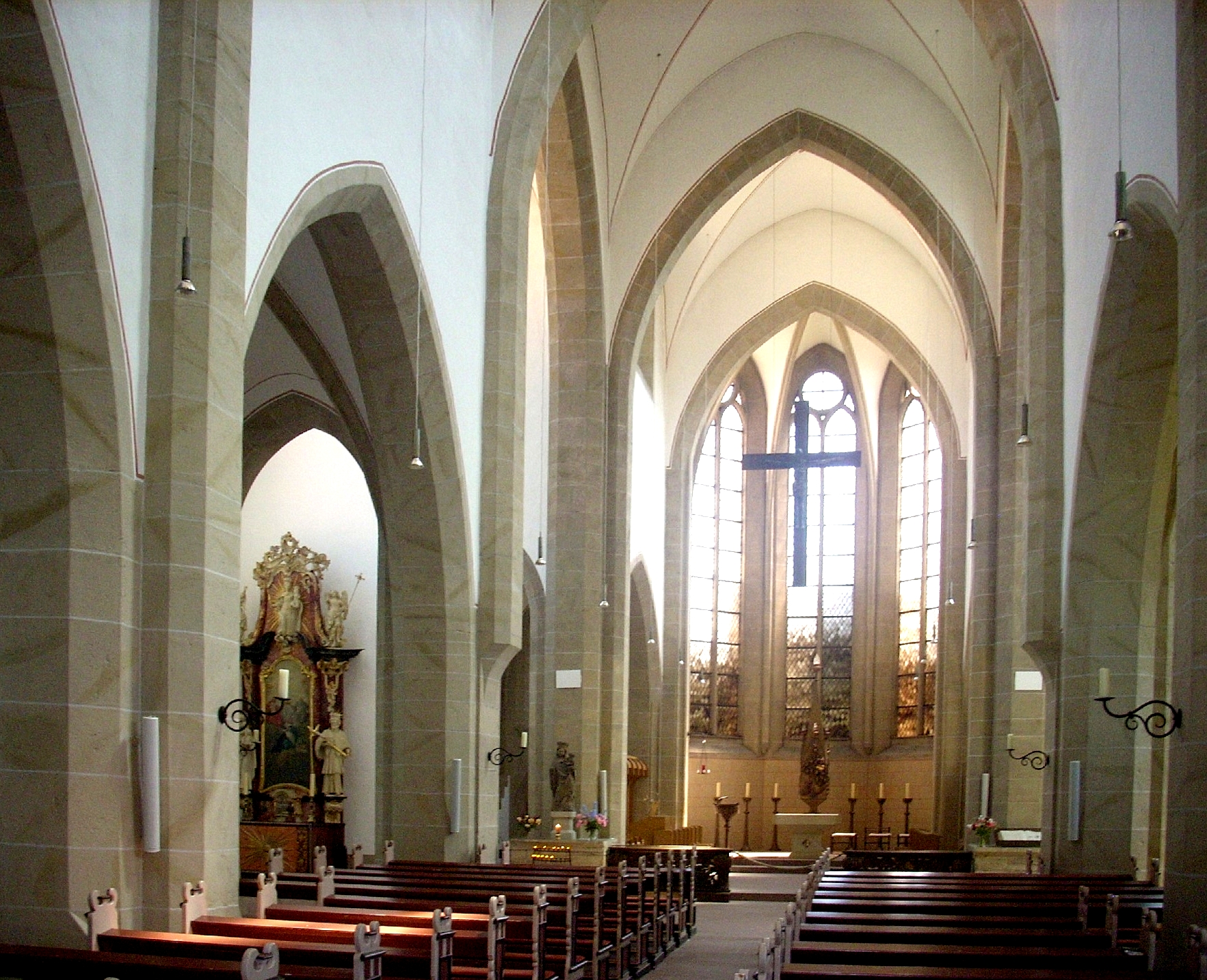
Inneres

St. Michael ist entsprechend dem zisterziensischen Ideal eine turmlose dreischiffige Basilika mit polygonal geschlossenem Chor und Querhaus. Auf der Vierung steht ein Dachreiter mit dem Geläut, der im Barock als doppelte Laterne mit Welscher Haube erneuert wurde. Das Gotteshaus ist außen und innen durch Stützen und Bögen klar gegliedert, im Übrigen aber schmucklos.

## Ausstattung
Das älteste Ausstattungsstück ist die spätgotische Muttergottes mit Kind im Weichen Stil am nordöstlichen Vierungspfeiler. Sie stand ursprünglich außen über dem Hauptportal in einer Nische; dort befindet sich jetzt eine Replik.
Von der Barockausstattung, die Johannes Süßemann um 1760 schuf, sind die beiden Seitenaltäre mit marianischen und zisterziensischen Motiven, die Kommunionbänke sowie der Orgelprospekt und die Emporenbrüstung erhalten.
Die Neuausstattung des Altarraums in den 1980er Jahren schuf Heinrich Gerhard Bücker. Bemerkenswert sind der Bronzekruzifixus an einem Kreuz aus Mooreiche im Chorbogen sowie der hohe, an ein Sakramentshaus erinnernde, mit einem großen Bergkristall gekrönte Tabernakel; seine vier Seiten sind mit alttestamentlichen Szenen gestaltet, die typologisch um das Geheimnis der Eucharistie kreisen.

### Orgel

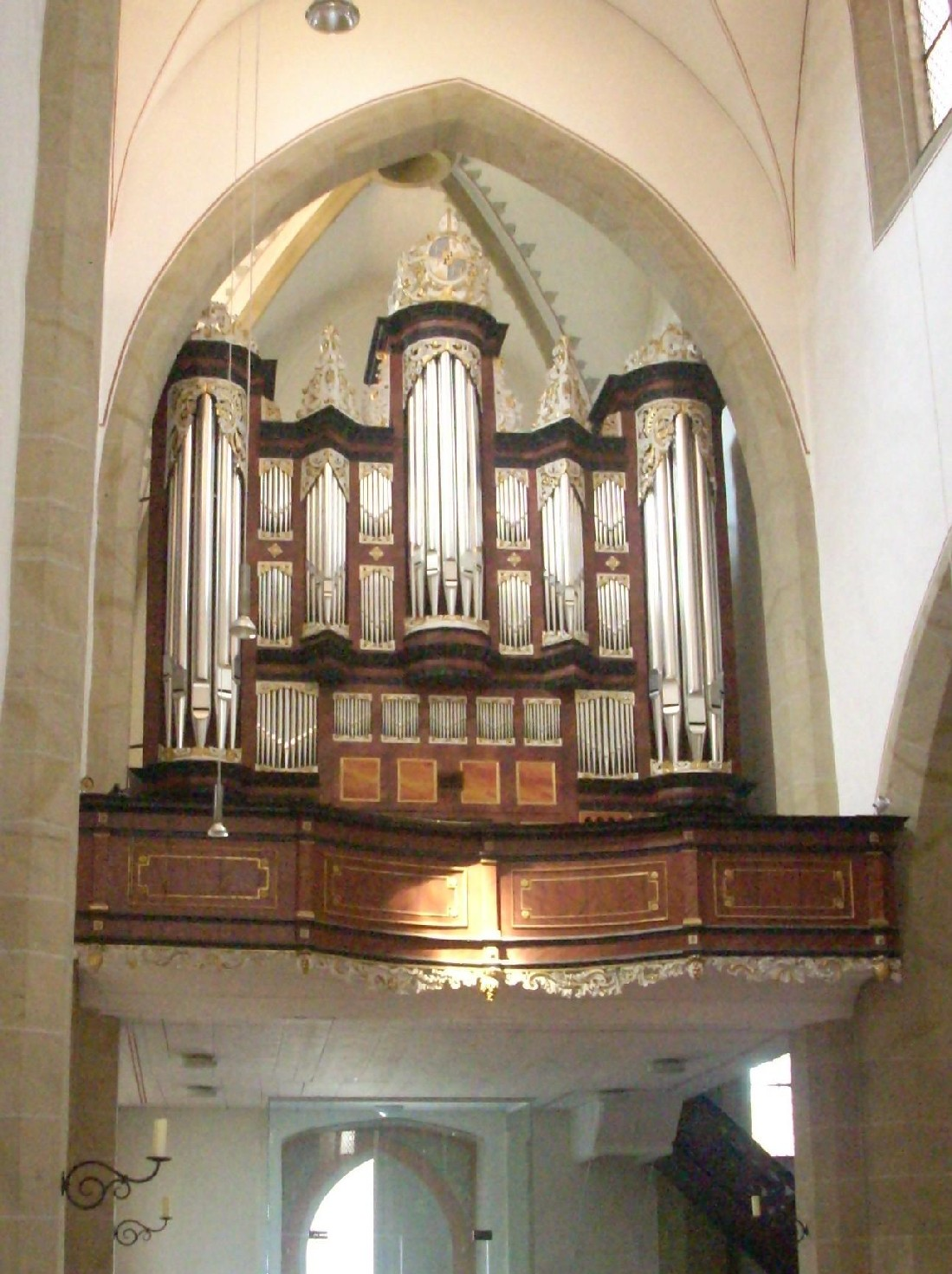
Orgelprospekt

Die Orgel ist im Grundbestand noch das von Christian Vater 1749–1752 geschaffene Werk. Sie wurde 1888 von August Schaper um „romantische“ Klangfarben erweitert und 2005/2006 gründlich restauriert. Das Instrument hat 29 Register auf zwei Manualen und Pedal.
| I Hauptwerk C– |                |     |   |
| 1.             | Bordun         | 16′ | S |
| 2.             | Principal      | 8′  | V |
| 3.             | Gamba          | 8′  | V |
| 4.             | Gemshorn       | 8′  | S |
| 5.             | Rohrflöte      | 8′  | V |
| 6.             | Octave         | 4′  | V |
| 7.             | Flöte          | 4′  | V |
| 8.             | Waldflöte      | 2′  | S |
| 9.             | Cornett III-IV | V   |   |
| 10.            | Mixtur IV-V    | V   |   |
| 11.            | Trompone       | 16′ | S |
| 12.            | Trompete       | 8′  | V |

| II Ober-/Hinterwerk C– |                 |     |   |
| 13.                    | Gedact          | 16′ | V |
| 14.                    | Geigenprincipal | 8′  | S |
| 15.                    | Salicional      | 8′  | S |
| 16.                    | Flöte traverso  | 8′  | S |
| 17.                    | Gedact          | 8′  | V |
| 18.                    | Octave          | 4′  | S |
| 19.                    | Flöte           | 4′  | V |
| 20.                    | Flöte           | 2′  | V |
| 21.                    | Cornetto III    | V   |   |
| 22.                    | Oboe            | 8′  | V |

| Pedalwerk C– |           |        |   |
| 23.          | Principal | 16′    | V |
| 24.          | Subbaß    | 16′    | S |
| 25.          | Octave    | 8′     | V |
| 26.          | Quinte    | 5 1⁄3′ | S |
| 27.          | Octave    | 4′     | V |
| 28.          | Posaune   | 16′    | V |
| 29.          | Trompete  | 8′     | V |

- Anmerkungen

V = Historisches Register von Vater, 1749–1752
S = Register von Schapper, 1888